# Вест-Глейшер (Монтана)
Вест-Гласьєр (англ. West Glacier) — переписна місцевість (CDP) в США, в окрузі Флетгед штату Монтана. Населення — 221 особа (2020).

## Географія
Вест-Гласьєр розташований за координатами 48°29′38″ пн. ш. 113°59′45″ зх. д. / 48.49389° пн. ш. 113.99583° зх. д. (48.493989, -113.995696).  За даними Бюро перепису населення США в 2010 році переписна місцевість мала площу 10,93 км², з яких 10,74 км² — суходіл та 0,19 км² — водойми.

## Демографія
Згідно з переписом 2010 року, у переписній місцевості мешкало 227 осіб у 117 домогосподарствах у складі 65 родин. Густота населення становила 21 особа/км².  Було 314 помешкання (29/км²).
Расовий склад населення:
| - 99,6 % — білих |

До двох чи більше рас належало 0,4 %. Частка іспаномовних становила 0,0 % від усіх жителів.
За віковим діапазоном населення розподілялося таким чином: 12,3 % — особи молодші 18 років, 69,2 % — особи у віці 18—64 років, 18,5 % — особи у віці 65 років та старші. Медіана віку мешканця становила 52,5 року. На 100 осіб жіночої статі у переписній місцевості припадало 94,0 чоловіків;  на 100 жінок у віці від 18 років та старших — 95,1 чоловіків також старших 18 років.
Середній дохід на одне домашнє господарство  становив 62 109 доларів США (медіана — 47 500), а середній дохід на одну сім'ю — 73 626 доларів (медіана — 65 000). За межею бідності перебувало 10,6 % осіб, у тому числі 0,0 % дітей у віці до 18 років та 14,6 % осіб у віці 65 років та старших.
Цивільне працевлаштоване населення становило 191 осіб. Основні галузі зайнятості: мистецтво, розваги та відпочинок — 46,1 %, публічна адміністрація — 9,4 %, освіта, охорона здоров'я та соціальна допомога — 8,9 %.